# Effusomyia pusilla
Effusomyia pusilla är en tvåvingeart som beskrevs av Fedotova 2004. Effusomyia pusilla ingår i släktet Effusomyia och familjen gallmyggor. Inga underarter finns listade i Catalogue of Life.